# Graskruid (Metro de Roterdão)
Graskruid é uma da estação da linha Caland do metro de Roterdão, nos Países Baixos.